# Liberaldemokraterna
Liberaldemokraterna (engelska: Liberal Democrats, ibland förkortat Libdem) är ett socialliberalt brittiskt parti. Partiledare sedan augusti 2020 är Ed Davey. Partiet är en del av Alliansen liberaler och demokrater för Europa (ALDE).

## Partiets bildande och ursprung
Partiet bildades 1988 genom en sammanslagning av Liberal Party och Social Democratic Party (SDP). Det senare hade bildats genom en utbrytning från Labour 1981. De bägge partierna hade samarbetat sedan några månader efter SDP:s bildande i en valallians, SDP-Liberal Alliance. Det sammanslagna partiet hette ursprungligen Social and Liberal Democrats, vilket senare byttes ut mot, först, The Democrats, och sedan, i oktober 1989, till Liberal Democrats.

## Partiledare
Partiets första valda ledare blev Paddy Ashdown, som efterträddes 1999 av Charles Kennedy. Kennedy avgick 7 januari 2006. Menzies Campbell var sedan partiets ordförande fram till december 2007, då han efterträddes av Nick Clegg. Clegg avgick efter att partiet gick starkt bakåt i parlamentsvalet 2015. Under perioden 2015–2019 hade partiet tre ordinarie partiledare, Tim Farron, Vince Cable och Jo Swinson, där den sistnämnda satt mindre än fem månader under 2019 och avgick från partiledarposten efter att ha förlorat sin plats i underhuset i valet 2019.

## Valresultat
Efter att ha legat stabilt på omkring 20 procent av rösterna i varje val ända sedan grundandet, rasade partiet till 7,8 procent (8 mandat) i parlamentsvalet 2015. Partiet erhöll under 2000-talet som bäst 62 parlamentsledamöter i valet 2005. Det rekordet slogs i valet 2024 (72 ledamöter) då partiet återhämtade sig igen, efter svagare valresultat under 2010-talet.
I det skotska parlamentet var Scottish Liberal Democrats det mindre partiet inom koalitionsregeringen med Scottish Labour Party mellan 1999 och 2007. Skottlands vice premiärministrar under denna period var liberaldemokraterna Jim Wallace och Nicol Stephen.
I Europaparlamentsvalet 2004 vann partiet tolv mandat och backade i Europaparlamentsvalet 2009 till elva mandat. I valet 2014 rasade partiet till endast ett mandat.
Efter valet 2010 ingick Liberaldemokraterna i en regeringskoalition med Konservativa partiet där Liberaldemokraternas dåvarande partiledare Nick Clegg var vice premiärminister.
Som enda större parti i parlamentet motsatte sig liberaldemokraterna Irakkriget 2003.
En av partiets mest kända sympatisörer är skådespelaren och komikern John Cleese.

## Lista över partiledare
| Namn             | Bild | Födelse          | Tillträde        | Frånträde        | Död              |
| ---------------- | ---- | ---------------- | ---------------- | ---------------- | ---------------- |
| Paddy Ashdown    |      | 27 februari 1941 | 16 juli 1988     | 9 augusti 1999   | 22 december 2018 |
| Charles Kennedy  |      | 25 november 1959 | 9 augusti 1999   | 7 januari 2006   | 1 juni 2015      |
| Menzies Campbell |      | 22 maj 1941      | 2 mars 2006      | 15 oktober 2007  |                  |
| Vince Cable      |      | 9 maj 1943       | 15 oktober 2007  | 18 december 2007 |                  |
| Nick Clegg       |      | 7 januari 1967   | 18 december 2007 | 8 maj 2015       |                  |
| Tim Farron       |      | 27 maj 1970      | 16 juli 2015     | 20 juli 2017     |                  |
| Vince Cable      |      | 9 maj 1943       | 20 juli 2017     | 22 juli 2019     |                  |
| Jo Swinson       |      | 5 februari 1980  | 22 juli 2019     | 13 december 2019 |                  |
| Ed Davey         |      | 25 december 1965 | 27 augusti 2020  |                  |                  |

1. ↑  Tillförordnad från 7 januari
2. ↑  Tillförordnad